# Edwin Scott Votey

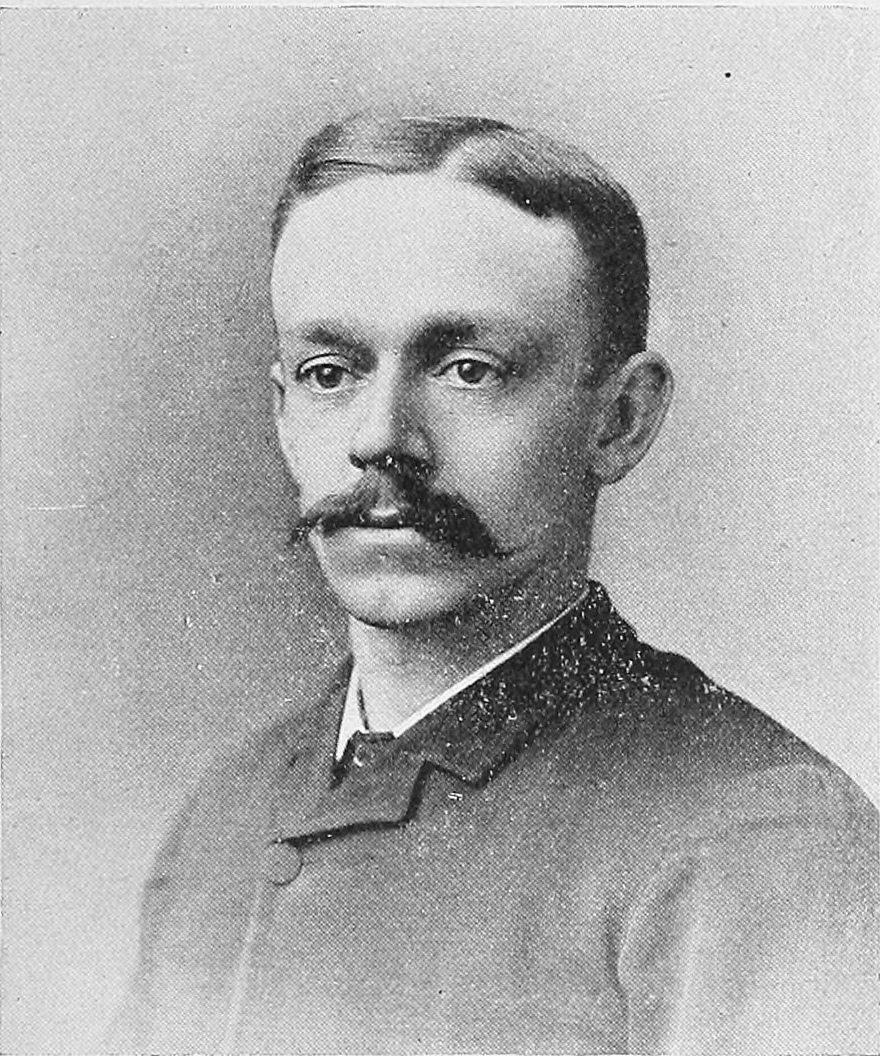
Edwin Scott Votey (1895)

Edwin Scott Votey (* 8. Juni 1856 in Ovid, Seneca County, New York; † 21. Januar 1931 in Summit, New Jersey) war ein US-amerikanischer Klavierbauer. Er gilt als Erfinder des Pianola. Zwar hatten andere vor ihm bereits die Idee und konstruierten eine automatisierte Musikwiedergabe, aber erst Edwin Votey erhob die Entwicklung der Technik des automatisierten Klaviers in den Stand, die dann den bekannten Namen „Pianola“ trägt – und so die Erfindung des Selbstspielklaviers mit seinem Namen verbindet.
Dies bedeutet nicht, dass Rollen-betriebene Musikinstrumente am Ende des neunzehnten Jahrhunderts aus dem Nichts entstanden. In den Vereinigten Staaten und Europa hatte sich eine große Zahl von Ingenieuren und Musiker an der Entwicklung und Herstellung über einen Zeitraum von 25 Jahren beteiligt. Als Votey sich mit der Entwicklung zu befassen begann, waren Lochstreifenrollen-betriebene amerikanische Orgeln bereits weit verbreitet und sogar einige experimentelle Rollen-betriebene Klaviere hergestellt und verkauft worden.
Aber sein Pianola, das erste, das er in seiner Werkstatt in der Forest Avenue West in Detroit, im Frühjahr oder Sommer 1895 fertigstellte, war das erste Rollen-betriebene Klavierspielgerät, das wirklich musikalische Leistungen mit Hilfe von Klavierrollen erreichte.
Zu Voteys anderen Erfolgen zählt die Erfindung und Entwicklung der Aeolian-Pfeifenorgel, die Entstehung und Verwaltung der zahlreichen Musikinstrumentenfabriken, die sich unter dem Konzern Aeolian einfanden, und auch Amtsperioden als Stadtrat in seiner Wahlheimat Summit, New Jersey.
Votey war weit gereist in seiner Verantwortung für die Überwachung vieler internationaler Aeolian-Tochtergesellschaften, und er war ein begeisterter und sehr früher Besitzer eines umweltfreundlichen dampfbetriebenen Automobils, eines Stanley Steamer.

## Frühe Jahre
Edwin Votey wurde 1856 als Sohn des baptistischen Pfarrers Charles Votey geboren. Der Name Votey ist hugenottischen Ursprungs (ursprünglich de Vauxtie). Diese Familie wanderte in Nordamerika um 1745 ein. Im April 1873 zog die Familie nach West Brattleboro, Vermont, wo Charles Votey die Verantwortung für eine neu etablierte Baptisten-Kirche übernehmen sollte. Die Baptistenkirche hatte ein früheres Versammlungshaus der Universalist Society gekauft und mit Mitteln repariert, die drei Direktoren der Estey-Orgelbaugesellschaft zur Verfügung gestellt hatten, der mit Abstand wichtigste Arbeitgeber in der Stadt.
In einer solchen Situation war es fast unvermeidlich, dass ein aufgeweckter junger Mann seine Karriere in der Orgelbau-Industrie begann, als Angestellter der Estey Organ Company. Edwin Votey wurde bald im Vertrieb von Pfeifenorgeln als Verkäufer und Techniker eingesetzt. Estey war eindeutig so etwas wie eine Brutstätte für die Förderung von Talenten, eine Art inoffizielle Universität für Ingenieure auf dem Gebiet der Pneumatik, denn nicht nur Edwin Votey begann seine Karriere dort, sondern auch die Brüder White, die später das Unternehmen Wilcox & White führten.
Es dauerte nicht lange, da fielen Edwin Voteys Engineering-Fähigkeiten C. J. Whitney, einem wohlhabenden Detroiter Musikalienhändler auf. Er kaufte darauf die in Konkurs gegangene Detroit Organ Company, benannte sie um in „Whitney Organ Company“ und engagierte Edwin Votey als Technischen Direktor.
W. R. Farrand, der Sohn eines erfolgreichen lokalen Apothekers, war eingesetzt, um die Verwaltung zu leiten, und als Whitney im Jahr 1887 in Ruhestand ging, wurde der Name der Firma in Farrand & Votey Organ Company geändert. Im Jahr 1890 verbrachte Edwin Votey sechs Monate in Europa und studierte dort Orgelbau und den Verkauf von Pfeifen-Orgeln.
Im Jahr 1892 kaufte Farrand & Votey den Orgelbauer Hilborn & Frank Roosevelt in der 135. Straße und Park Avenue in New York City, ein paar Jahre nach dem Tod von Hilborn L. Roosevelt, einem Cousin des US-Präsidenten Theodore Roosevelt. Dieser Unternehmenskauf gab Farrand & Votey die Kontrolle über zahlreiche lukrative Patente, vor allem zu Orgeln mit elektrischer Traktur. Die Gesellschaft erzielte im Jahre 1893 auf der Weltausstellung in Chicago einen beachtlichen Erfolg mit einer Orgel. Im selben Jahr baute auch Aeolian die erste Orgel, die in der früheren Aeolian Hall in der 18 West 23rd Street in New York installiert wurde. Die Instrumente der Gesellschaft reichten nun von kunstvollen Pfeifenorgeln („Grand Residence“-Orgeln) bis hin zu Orgeln für öffentliche Einrichtungen, wie in einer Abbildung vom Januar 1898 gezeigt, die Votey-Pfeifenorgel in der Steinway Hall in Chicago.

## Das Pianola
Edwin Votey baute sein erstes Pianola im Frühjahr oder Sommer 1895 in seinem Haus in Detroit. Andere Prototypen folgten 1896/97, und die Produktion begann im Jahr 1898. In diesem Jahr wuchs die Arbeit an den Aeolian-Orgeln und Pianolas über alle Maßen, und die Votey Organ Company organisierte den Ankauf des Farrand & Votey-Unternehmens.
In den ersten drei Jahren wurden Pianolas in Detroit hergestellt, am Sitz der Gesellschaft in der Fabrik in der 12th Street Nr. 1256 bis 1260. Obwohl Edwin Votey bereits eng mit der Aeolian Company verbunden war, wurde er erst im Jahr 1897 in den Vorstand gewählt.
Obwohl Votey das Pianola im November 1899 zum Patent angemeldet hatte, wurde der Schutz erst im Juli 1904 verliehen. Die veröffentlichte US-Patent-Nr. 765645 steht eigentlich für eine Zwischenform des Instruments. Eine handschriftliche Notiz auf der Kopie der Patentschrift der Aeolian Company zitiert den damaligen Chef der Aeolian, George B. Kelly, wie folgt: „Dieses Patent ist nicht für die ursprüngliche Pianola-Erfindung, das im Jahre 1895 gemacht wurde, aber für eine im Patent vorgeschlagene Form, die nicht angenommen wurde. Die ältere Form wurde bei der Herstellung verwendet.“
1898 wurde die Votey Organ Company von der Aeolian Company erworben und eine neue eigens erbaute Fabrik in Garwood, New Jersey, für die Herstellung von Pianolas erbaut, die im August 1900 fertiggestellt war. Das Werk wurde auf einem Gelände neben der North Avenue, Garwood gebaut, mit den Schienen der Central Railroad of New Jersey auf der Rückseite. Im August 1903 wurde eine neue Holdinggesellschaft eingerichtet, bekannt als die Liparian Company, für die Gesellschaften Weber Piano und Pianola Co. Edwin Votey wurde Vize-Präsident, Geschäftsführer und Technischer Direktor.

## Voteys Karriere in der Aeolian Company
Die Jahre zwischen 1900 und 1930 waren die Gipfel nicht nur für die Erfolge des Unternehmens Aeolian, sondern auch von Edwin Voteys Karriere. Als Geschäftsführer der Gesellschaft hatte Votey eine besondere Verantwortung für die Tochterunternehmen. Dies erforderte viele Reisen nach Übersee; als Technischer Direktor betreute er zudem den Bau und die Organisation vieler Fabriken.
Edwin Votey ist hauptsächlich für die Erfindung des Pianola in Erinnerung, aber er führte auch die Teams, die die Aeolian-Pfeifenorgeln, das Grand Pianola Piano und das Duo-Art entwickelten. Die Aeolian Company reproduzierte Klaviermusik, die das Spiel von Ignacy Jan Paderewski, George Gershwin, Percy Grainger und Hunderte anderer Pianisten für zukünftige Generationen erhalten hat.

## Die Entwicklung der Musikrolle
Der Erfolg der Instrumente der Aeolian Company hing von der Reichweite und Genauigkeit der Musikrollen ab, die sie spielten, und der Nachweis der innigen Verbundenheit Voteys ist in diesen Angelegenheiten können noch in den experimentellen Votey-Testrollen der Aeolian Company gesehen werden, und auch in einigen der existierenden Muster der Aeolian-Fabrik in London, England, wo verschiedene englische und Votey-typische dynamische Linien deutlich gekennzeichnet sind. Im Londoner Musikrollenwerk wurde eine besondere Votey-Maschine um 1920 eingeführt, die Schablonen verwendete, um dynamische Skalen und Tempo-Linien mit hoher Geschwindigkeit drucken und in zwei getrennten Farben darstellen zu können.
Einen Nachweis der Votey-Schablonenmaschine findet man in London auf einer „Works Progress“-Karte dargestellt. Es ist eine von mindestens zwei der vielen Hunderttausende Rollen, die bei der Universal Music Company in Hayes, Middlesex, im Westen von London hergestellt worden waren. Universal wurde Tochtergesellschaft der Aeolian Company zur Rollenproduktion. Deren Londoner Fabriken waren meist in Hayes gelegen. Die Job-Karte hat nur überlebt, weil sie für besondere Zwecke verwendet wurde, und es werden die Fortschritte der Themodist roll-Nr. T300018C, die Raymond-Ouvertüre von Ambroise Thomas, perforiert am 3. September 1920 von Jack Draper, am selben Tag abgespult, und „an das Büro der Votey-Maschinen geschickt“, wie die Handschrift deutlich zeigt.
Eine der komplexesten Entwicklungen der Aeolian-Rollenfabriken waren die Duo-Art AudioGraphic Musikrollen, auf die als Einführung zur Musik lange, bebilderte Programmhefte aufgedruckt wurden. Die Reihe von Rollen mit dem Namen „AudioGraphic“ wurde in London um 1926 mit einem großen Bankett für die Beteiligten ins Leben gerufen. Die wichtigsten musikalischen Gelehrten in England waren an diesem Abend anwesend, darunter Percy Scholes, Herausgeber der Reihe. Edwin Votey hatte auch seinen Platz an der Spitze des Tisches, neben seinem Landsmann und Bekannten aus langfristigen Geschäftsbeziehungen, William R. Steinway.

## Andere Erfindungen und Verwaltungsratsmandate
Während des Ersten Weltkrieges entwickelte Votey zusammen mit Charles Kettering und anderen ein automatisch gesteuertes Fluggerät für Bombardierungszwecke am ehemaligen Flugplatz der Brüder Wright in Dayton, Ohio, die sogenannte Kettering Bug – die erste Lenkrakete. Diese Lenkrakete machte Gebrauch von den beim pneumatisch gesteuerten Klavier entwickelten Mechanismen für die Kontrolle von Richtung und Höhe, in Verbindung mit einem Gyroskop und einem Aneroid sowie Barometern und Uhren. Die Aeolian Corporation war beauftragt, den pneumatischen Teil dieser Kontrollmechanismen herzustellen: Die Steuerung war eine modifizierte Form des unternehmenseigenen 88-Tasten-Roll-Tracking-Systems, wie aus Ketterings Patent US-Nr. 1.623.121 erkannt werden kann.
Votey war auch im Vorstand einer Reihe von Banken und Hypothekenbanken, war Direktor des Nationalen Sicherungsrates und Mitglied im Engineers’ Club. Für eine kurze Zeit diente er auch als Ratsherr in Summit, New Jersey.

## Familie und Freunde
Edwin Voteys Familienleben scheint glücklich und unkompliziert gewesen zu sein. Im Jahre 1878 heiratete er Annie M. Gray aus Phelps, New York. Sie hatten drei Kinder, einen Sohn, Charles, und zwei Töchter, Fanny und Edwina. Charles folgte seinem Vater in die Liparian Company, wo er verantwortlich für die Führung vieler Fabriken werden sollte. Rose und Fanny, nach Eheschließung Fanny Votey Rogers, wurden als Konzertpianistinnen ausgebildet. Fanny nahm mehrere Duo-Art- und Metro-Art-Musikrollen auf. Seltsamerweise scheint die Familie ein Pianola nicht im Hause gehabt zu haben, sie schienen ein normales, nicht automatisiertes Klavier vorgezogen zu haben.

## Lebensende
Edwin Votey setzte seine aktiven Geschäfte bis zum Frühjahr 1930 fort, als er wegen schlechter Gesundheit in den Ruhestand ging, aber seine Mandate der Aeolian Company beibehielt. Er starb am 21. Januar 1931 im Alter von 74 und wurde in Chatham, New Jersey, begraben, etwa eine Meile entfernt von seinem Haus in Summit.

## Quelle
- Website der Pianola-Organisation über den Fabrikanten und Erfinder Votey

| Personendaten    | Personendaten                                        |
| ---------------- | ---------------------------------------------------- |
| NAME             | Votey, Edwin Scott                                   |
| KURZBESCHREIBUNG | US-amerikanischer Klavierbauer, Erfinder des Pianola |
| GEBURTSDATUM     | 8. Juni 1856                                         |
| GEBURTSORT       | Ovid, Seneca County, New York                        |
| STERBEDATUM      | 21. Januar 1931                                      |
| STERBEORT        | Summit, New Jersey                                   |